# Colby Lewis
Colby Preston Lewis (Bakersfield, 2 agosto 1979) è un giocatore di baseball statunitense che gioca nel ruolo di lanciatore per i Texas Rangers.

## Carriera
Colby fu scelto dai Texas Rangers al 1º giro nel Draft della Major League Baseball (MLB) nel 2002. Dopo una parentesi in Giappone con gli Hiroshima Toyo Carp nelle stagioni 2008 e 2009, dal 2010 è tornato con i Texas Rangers, dove viene schierato come lanciatore partente.